# Proteínas similares a la angiopoyetina
Las proteínas similares a la angiopoyetina son proteínas estructuralmente similares a las angiopoyetinas  pero que no se unen a los receptores de angiopoyetina.
También conocidas como proteínas relacionadas con la angiopoyetina.

## Miembros
- Proteína 1 relacionada con la angiopoyetina, gen ANGPTL1.
- Proteína 2 relacionada con la angiopoyetina, gen ANGPTL2.
- Proteína 3 relacionada con la angiopoyetina, gen ANGPTL3.
- Proteína 4 relacionada con la angiopoyetina, gen ANGPTL4.
- Proteína 5 relacionada con la angiopoyetina, gen ANGPTL5, expresada principalmente en el corazón humano adulto.[1]
- Proteína 6 relacionada con la angiopoyetina, gen ANGPTL6, asociaciones con componentes del síndrome metabólico.[1]
- Proteína 7 relacionada con la angiopoyetina, gen ANGPTL7.
- Proteína 8 relacionada con la angiopoyetina, gen ANGPTL8, también conocida como lipasina por su capacidad de inhibición de LPL.[1]